# Dream of Life
Dream of Life — п'ятий студійний альбом рок виконавиці Патті Сміт. Був випущений у червні 1988 року на лейблі Arista Records. Це перший альбом, який є сольною роботою виконавиці після розпаду гурту під назвою Патті Сміт. Альбом зайняв 49 місце в журналі Sounds у списку найкращих альбомів року.

## Список композицій
1. People Have the Power — 5:07
2. Going Under — 5:57
3. Up There Down Trere — 4:47
4. Paths That Cross — 4:18
5. Dream of Life — 4:38
6. Where Duty Calls — 7:46
7. Looking for You (I Was) — 4:04
8. The Jackson Song — 5:24